# Union de Vilnius et Radom
Cet article concerne l'Union de Vilnius et Radom de 1401. Pour les autres significations, voir Traité de Vilnius.

Carte délimitant l'union de Vilnius et Radom.

L’union de Vilnius et Radom est une série d'actes signés à Vilnius (Lituanie), en 1401 et ratifiés à Radom (Pologne) dans la même année. L'union amende l'acte précédent de l'union de Krewo et accorde au grand-duché de Lituanie une plus grande autonomie interne. Vytautas le Grand est fait grand-duc de Lituanie tandis que son cousin, Ladislas II, est reconnu comme son suzerain.